# Sadlno (struga)
Sadlno – struga na Równinie Gryfickiej, w woj. zachodniopomorskim, w powiecie gryfickim; bezpośredni dopływ jeziora Liwia Łuża.
Bieg rozpoczyna na linii wododziałowej z rzeką Otoczka koło wsi Węgorzyn w gminie Gryfice. Uchodzi w południowo-wschodniej części jeziora Liwia Łuża, ok. 400 m na zachód od wsi Skalno.